# Oliver Heaviside
Oliver Heaviside (pronuncia inglese [ˈhɛvɪˌsaɪd]; Londra, 18 maggio 1850 – Torquay, 3 febbraio 1925) è stato un matematico, fisico e ingegnere britannico.
Adattò i numeri complessi allo studio dei circuiti elettrici, sviluppò tecniche per applicare la trasformata di Laplace alla risoluzione di equazioni differenziali, riformulò le equazioni di Maxwell in termini di forze magnetiche ed elettriche e di flusso, e coformulò indipendentemente il calcolo vettoriale.
Sebbene non fosse in buoni rapporti con il mondo scientifico del tempo per buona parte della sua vita, Heaviside cambiò lo studio della matematica e della scienza degli anni a venire.
Infatti a lui si deve la funzione gradino di Heaviside (1893), usata ad esempio proprio nello studio dei circuiti, la cui derivata è la famosa delta di Dirac. Le proprietà così peculiari di questi strumenti matematici suscitarono uno scalpore tale che Heaviside fu espulso dalla Royal Society per indegnità teorica. Paul Dirac, appunto, mostrerà in seguito quanto pregevoli fossero invece quelle intuizioni.

## Contributi scientifici

### Ipotesi della ionosfera e delle onde gravitazionali
Heaviside propose l'idea che la parte superiore dell'atmosfera terrestre contenesse uno strato ionizzato conosciuto con il nome di ionosfera; a questo proposito, predisse l'esistenza di quello che successivamente sarebbe chiamato lo strato di Kennelly–Heaviside. Nel 1947 Edward Victor Appleton ottenne il premio Nobel per la fisica per aver dimostrato l'esistenza di questo strato.
Heaviside discusse anche la possibilità delle onde gravitazionali, notando l'analogia della legge dell'inverso del quadrato tra gravitazione ed elettricità.

### Contributi alla fisica matematica
Heaviside ha sostenuto l'utilizzo dei metodi del calcolo vettoriale per l'espressione delle leggi fisiche.  
La formulazione dell'elettromagnetismo richiedeva, secondo Maxwell, ben 20 equazioni scalari. Heaviside ha sfruttato gli operatori rotore e divergenza per ridurle nella forma con la quale sono conosciute oggi: un sistema di 4 equazioni differenziali alle derivate parziali lineari accoppiate (2 vettoriali e 2 scalari, per un totale di 8 equazioni scalari) nelle 4 variabili B, E, J, ρ. Meno noto è il fatto che le equazioni di Heaviside e quelle di Maxwell non sono esattamente equivalenti: è più facile modificare quelle di Heaviside per renderle compatibili con la fisica quantistica.
Inventò la funzione gradino di Heaviside per calcolare la corrente all'accensione di un circuito elettrico. Fu il primo ad usare la funzione impulso ora nota con il nome di delta di Dirac. Inventò il metodo del calcolo operazionale per risolvere le equazioni differenziali lineari, che assomiglia al metodo della trasformata di Laplace basato sull'integrale di Bromwich che prende il nome da Bromwich che ideò una giustificazione matematica rigorosa per il metodo degli operatori di Heaviside con l'integrazione di contorno. Heaviside conosceva il metodo della trasformata di Laplace ma riteneva che il suo metodo fosse più diretto.
Heaviside sviluppò le equazioni del telegrafista, che avevano l'effetto di incrementare di un fattore 10 il tasso di trasmissione lungo cavi transatlantici. Originariamente per la trasmissione di un carattere ci volevano dieci minuti, poi si è scesi a un carattere al minuto. A questo è strettamente legata la sua scoperta che la trasmissione telefonica potesse migliorare fortemente collocando un'induttanza elettrica in serie al cavo. Heaviside scoprì indipendentemente il vettore di Poynting.

### Termini dell'elettromagnetismo
Heaviside coniò i seguenti termini relativi all'elettromagnetismo:
| Nome inglese               | Nome italiano | Descrizione                                             | Anno           |
| -------------------------- | ------------- | ------------------------------------------------------- | -------------- |
| admittance                 | ammettenza    | reciproco dell'impedenza                                | dicembre 1887  |
| elastance                  | elastanza     | reciproco della permittance e della capacità            | 1886           |
| conductance                | conduttanza   | parte reale dell'ammettenza, reciproco della resistenza | settembre 1885 |
| electret                   | elettrete     | analogo elettrico del magnete                           |                |
| impedance                  | impedenza     |                                                         | luglio 1886    |
| inductance                 | induttanza    |                                                         | febbraio 1886  |
| permeability               | permeabilità  |                                                         | settembre 1885 |
| permittance e permittivity | permittività  |                                                         | giugno 1887    |
| reluctance                 | riluttanza    |                                                         | maggio 1888    |
| susceptance                | suscettanza   | parte immag. dell'ammettenza, reciproco della reattanza | 1887           |

## Opere
- Electromagnetic Theory, vol. 1, Londra, The Electrician Printing and Publishing Co, 1894-1912.
- Electromagnetic Theory, vol. 2, Londra, The Electrician Printing and Publishing Co, 1894-1912.
- Electromagnetic Theory, vol. 3, Londra, The Electrician Printing and Publishing Co, 1894-1912.
- Electrical papers, vol. 1, Macmillan & co, 1894.
- Electrical papers, vol. 2, Macmillan & co, 1894.